# Obranná linie Amsterdamu
Obranná linie Amsterdamu (nizozemsky Stelling van Amsterdam) je prstenec opevnění o celkové délce 135 km v perimetru 10 až 15 km okolo Amsterdamu, který od roku 1996 figuruje na seznamu světového dědictví UNESCO. Jedná se o unikátní propojení vojenského plánování a vodního hospodářství, kdy je voda využita jako defenzivní prvek. Realizace obranného systému probíhala mezi roky 1880 a 1914, nicméně s nasazením letadel a tanků do vojenských operací pozbyla svého významu.
Obranná linie čítá 42 fortů, které jsou obklopeny terénem, jejž by bylo snadné v případě potřeby ve válečném stavu zaplavit. Výška vodního sloupce v zatopeném území by byla cca 30 cm, což je výška vody, která výrazně ztěžuje postup pozemních jednotek a zároveň neumožňuje nasazení vodních člunů. V okruhu 1 km okolo jednotlivých fortů byla zakázána jakákoli výstavba s výjimkou dřevěných staveb, které by bylo možné zapálit.
V roce 2021 došlo k rozšíření ochrany UNESCO i na prvky Nové holandské vodní linie (spojující Zuiderzee a Rýn) a přejmenování položky na „Nizozemské vodní obranné linie“.

## Fotogalerie

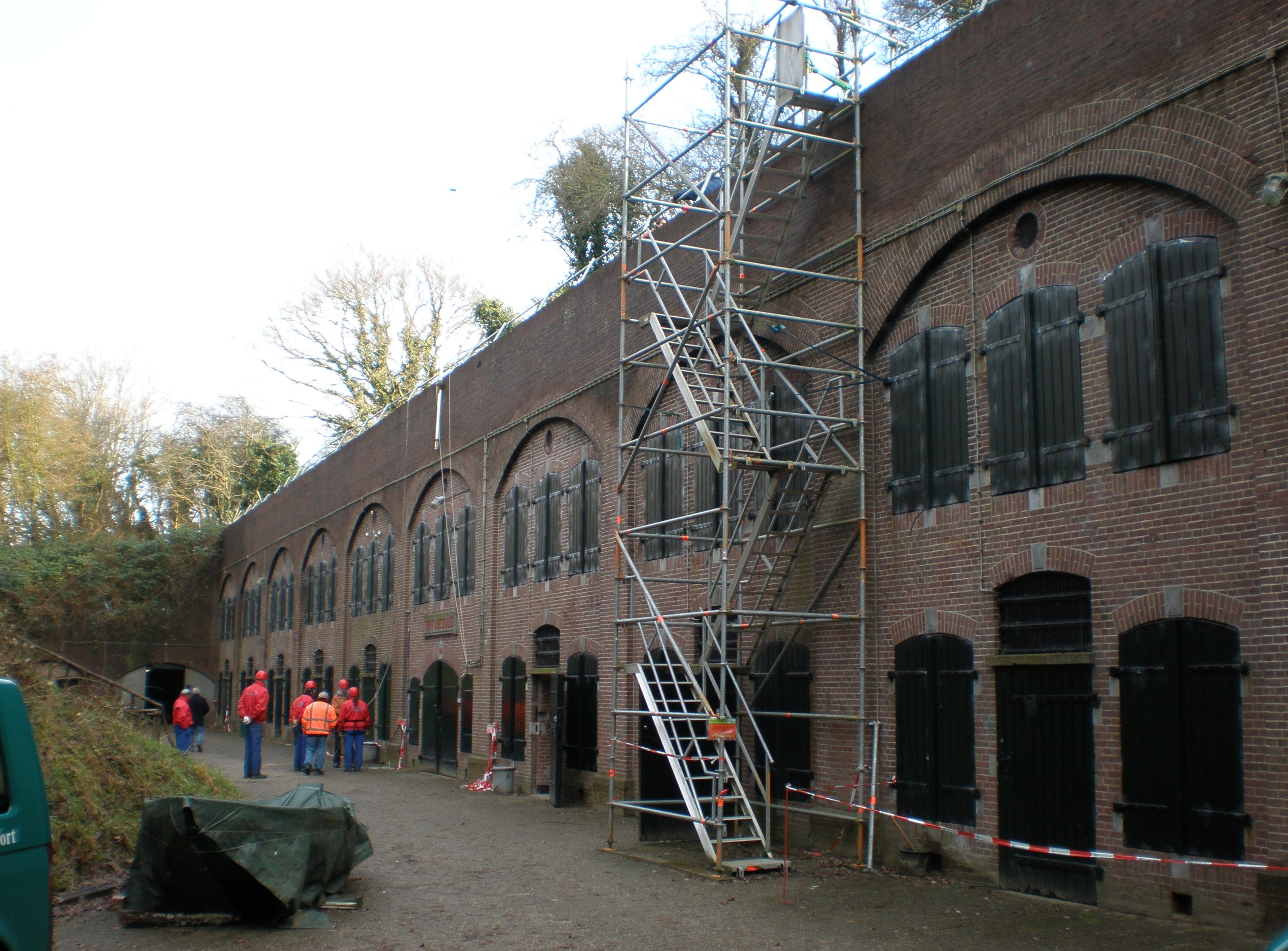
Fort Abcoude
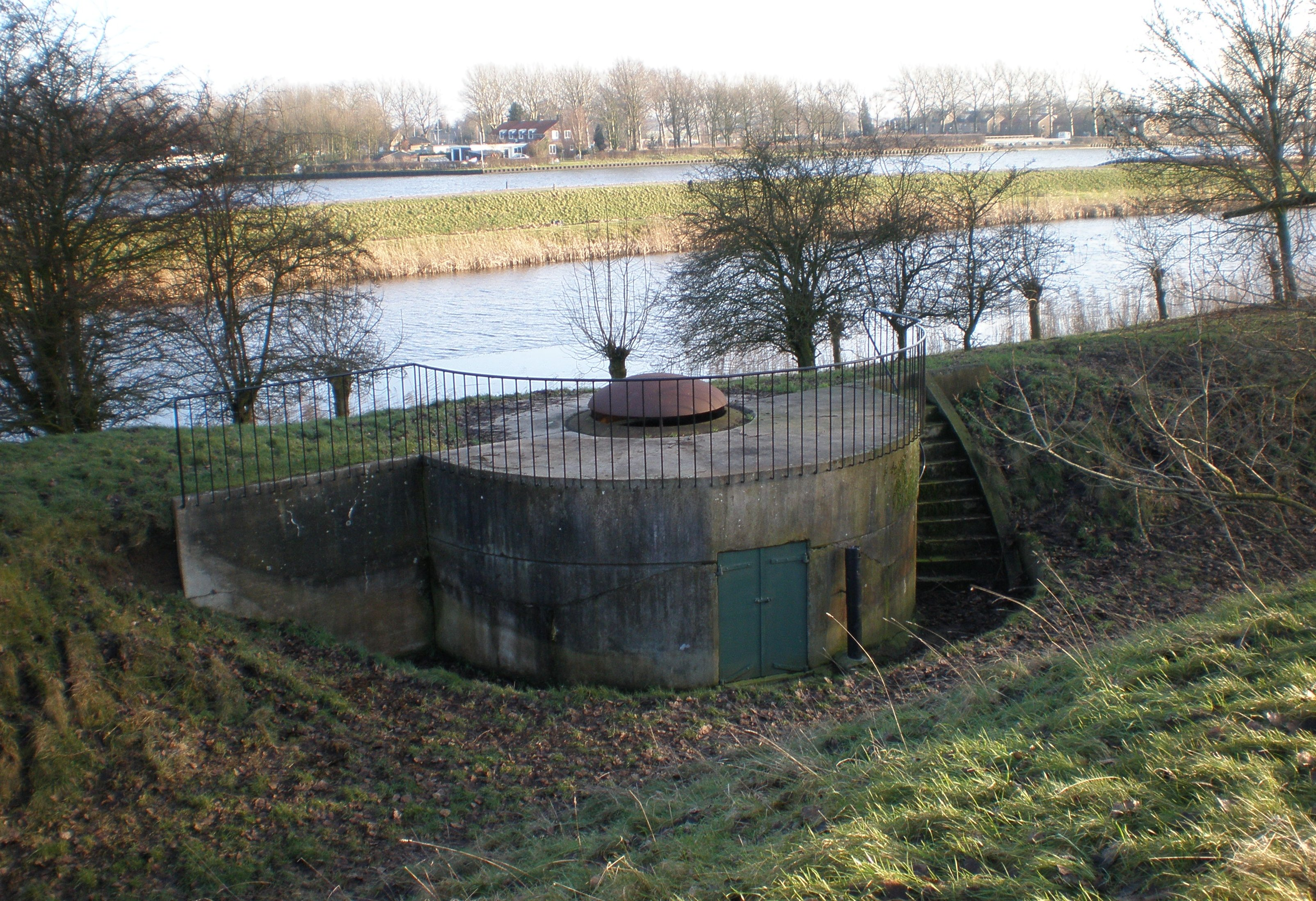
Fort Nigtevecht
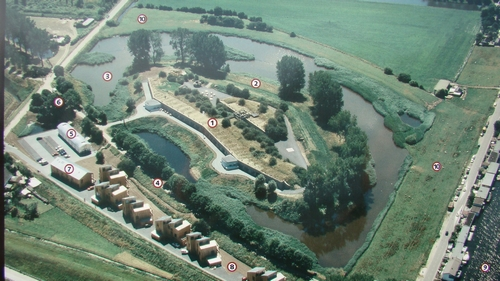
Fort Vijfhuizen
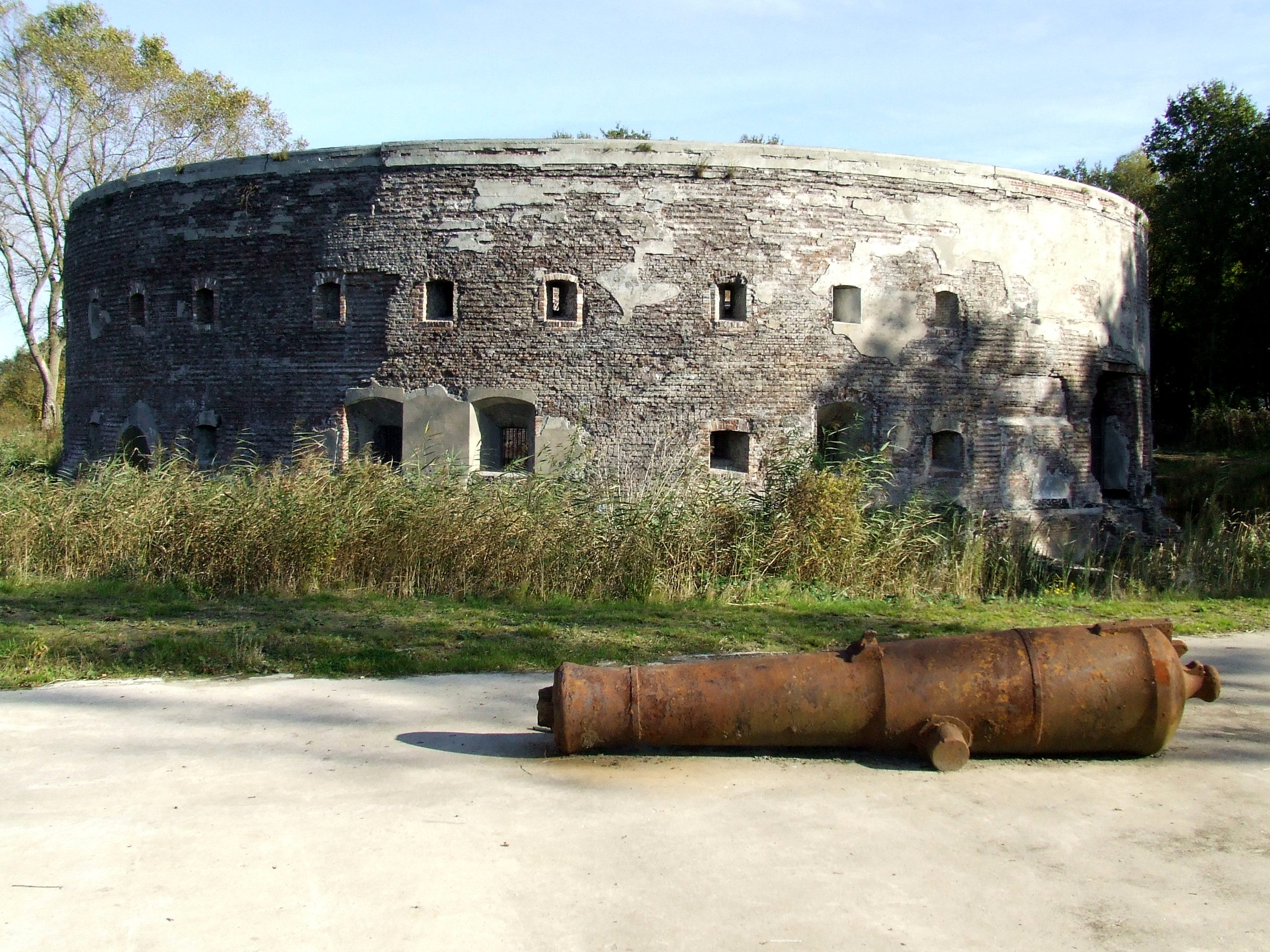
Fort Uitermeer